# Arroyo de los Talas
El arroyo de los Talas es un curso de agua uruguayo, ubicado en el departamento de Salto, perteneciente a la cuenca hidrográfica del río Uruguay.
Nace en la Cuchilla del Daymán, y discurre con rumbo sur oeste hasta desembocar en el arroyo Itapebí Grande.